# Baardburen
Baardburen (Fries: Baarderbuorren) is een buurtschap in de gemeente Leeuwarden, in de Nederlandse provincie Friesland. De plaats ligt aan de Hegedyk, binnen de bebouwde kom vanWijtgaard.
Ten zuiden van Baardburen ligt de buurtschap Noordend. Ten westen liggen de streken Weiwiske en De Lape. Hier liggen de boerderijen Grutte en Lytse Weiwiske, en Lape en Lytse Lape.

## Terp en geschiedenis
Bij Baardburen lag een terp opgeworpen rond het begin van de jaartelling. De onbewoonde terp is een rijksmonument.
De oudste benaming van de buurtschap Breuwert, dateert uit 1435. Later werd de plaats onder andere vermeld als Braerd in 1451 en 1501, als Baerdb in 1664, als Baardbuiren in de 18e eeuw en als Baardburen vanaf de 19e eeuw. De plaatsnaam zou mogelijk verwijzen naar een brede (Oudfries: brâd->breed) terp (werth).
Voor de gemeentelijke herindelingen in 1944 behoorde Baardburen tot de gemeente Leeuwarderadeel. Baardburen wordt meestal niet meer op 21e-eeuwse kaarten weergegeven, op het eind van de 20e eeuw verdween de plaatsnaam van de kadasterkaart.
Steden, dorpen en gehuchten: Aegum · Baard · Beers · Britsum · Cornjum · Finkum · Friens · Goutum · Grouw · Hempens · Hijlaard · Hijum · Huins · Idaard · Irnsum · Jellum · Jelsum · Jorwerd · Leeuwarden · Lekkum · Lions · Mantgum · Miedum · Oosterlittens · Oude Leije · Roordahuizum · Snakkerburen · Stiens · Swichum · Teerns · Warstiens · Wartena · Warga · Weidum · Wirdum · Wytgaard

Buurtschappen: Abbengawier · Angwier · Baardburen · Bartlehiem (deels) · Barrahuis · De Hem · Domwier · Fons · Groote Bontekoe · Gotum · Hezens · Horne · Hofland · Hoptille · Marwird · Midsburen · Naarderburen · Noordend · Oude Schouw (deels) · Rewerd (deels) · Schillaard · Schrins · Tichelwerk · Tjaard · Tjeintgum · Truurd · Tsienzerburen · Vensterburen · Vierhuis · Wammerd · Wiel · Wieuwens · Wilaard · Zuiderend

Voormalige buurtschappen: De Drie Romers · Hoek · Zuiderburen

Friesland: Steden en dorpen      Nederland: Provincies · Gemeenten